# ラスト・コール・ウィズ・カーソン・デイリー
『ラスト・コール・ウィズ・カーソン・デイリー』（Last Call with Carson Daly）は2002年1月7日に放送開始したNBCのトーク番組。放送時間は米東部時間平日深夜1時35分から。司会はの元MTVVJのカーソン・デイリー。

## 歴史
2002年番組開始当初はニューヨークのサタデー・ナイト・ライブと同じスタジオ8Hで収録されていたが、2005年9月にはロサンゼルスのNBCスタジオ（ステージ9）に移った。
当初はHDで放送する予定だったが、HD設備が整っていないため、SDで放送されていた。2011年からHD制作に変更された。また、ティーン・チョイス・アワードでは深夜トーク番組賞にノミネートされた。